# Mikuláš II. (papež)
Mikuláš II., rodným jménem Gérard de Bourgogne (okolo 980 Mercury – 19. nebo 27. července 1061 Florencie) byl 155. papež.

## Život
Byl papežem od své volby 6. prosince 1058 až do své smrti. Krátce po svém zvolení vydal bulu In nomine Domini, v níž volbu papeže vyhradil kardinálům-biskupům.

## Odkazy

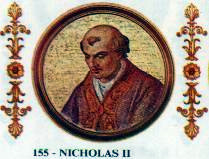
Portrét papeže Mikuláše II. v bazilice sv. Pavla za hradbami